# 財部誠一
財部 誠一（たからべ せいいち、1956年4月29日 - ）は、日本のジャーナリスト。東京都出身。

## 経歴
東京都出身。1980年慶應義塾大学法学部卒業、野村証券入社。3年後に退社して、出版社に勤務。さらに3年後にフリーライターとして活動を始める。当初は社会派のノンフィクションライターを目指したが、2年後に経済記事を代打で書いたことを契機にジャーナリストへ転身した。
1993年から1994年にかけて5冊の単行本を執筆。以後、ジャーナリストとして、新聞、雑誌に寄稿している。1995年、シンクタンク「ハーベイロード・ジャパン」を設立。
テレビ出演はTBSの『サンデーモーニング』が初で、テレビ朝日系の『サンデープロジェクト』やBS日テレの『財部ビジネス研究所』などのレギュラー番組がある。
2015年2月10日、脳梗塞を発症。最も恐れていた高次脳機能障害は免れたものの、厳しい（肉体的・精神的・経済的に）リハビリを経て、『幸運にも』現役復帰を果たした。
『幸運』の要素として、厚生省官僚による妨害をあやうく回避できた事が大きい。

## 著書
- 中村邦夫は松下電器をいかにして変えたか（PHP研究所 ISBN 978-4-569-64953-5）
- 間違いだらけの就職活動（PHP研究所）共著：和田秀樹
- 松下電器「V字回復」の本質（PHP研究所）
- 東京から日本経済は走り出した（講談社）
- 負けない生き方（東京書籍）
- 勝者の思考（PHP研究所）
- シティバンクとメリルリンチ（講談社）
- Zカー（光文社新書）共著：片山豊

以下は木村剛との共著（木村は当時日本銀行に在職中で“織坂濠”というペンネームを使用）。
- 不良債権危機 バブルの毒いまだ消えず（PHP研究所、1994年）
- 銀行が消え行く日（実業之日本社、1994年）
- 金融のゆくえ デリバティブを制するのは誰か（総合法令出版、1995年）
- 完全図解 ひと目で金融ビッグバンがわかる本（徳間書店、1997年）
- 郵貯が危ない ビッグバン・民営化で郵便局は消滅する（徳間書店、1997年）
- 要説改正外為法入門（フォレスト出版、1998年）
- 郵貯が危ない（徳間書店、2001年）

## メディア出演
- ねっとパラダイス（テレビ朝日、2000～2002）
- サタデー総合研究所（テレビ朝日、2002～2003）
- サンデープロジェクト（テレビ朝日・ABC共同制作）
- やじうまワイド→やじうまプラス（テレビ朝日系）
- 財部ビジネス研究所（BS日テレ、1996～2013）
- 報道ライブ21 財部誠一の経済深々（BS11）
- 財部誠一の異見拝察（BS11、2018～2019）

## 参考資料
- 『ダカーポ』619号。財部誠一インタビュー。

1. ↑  脳梗塞からの帰還 日経ビジネス
2. ↑  石原元知事「脳梗塞で平仮名すら忘れた」の衝撃 日経ビジネス
3. ↑  室内を裸足で歩く練習をしなくなったワケ 日経ビジネス